# Skrajny Lodowy Przechód
Skrajny Lodowy Przechód (słow. Predná Ľadová škára) – przełęcz znajdująca się w dolnych partiach Lodowej Grani w słowackiej części Tatr Wysokich. Skrajny Lodowy Przechód oddziela Pięciostawiańską Czubę na północnym zachodzie od Pięciostawiańskiej Kopy na południowym wschodzie. Na Skrajny Lodowy Przechód nie wiodą żadne znakowane ścieżki turystyczne, przełęcz jest dostępna dla taterników.

## Historia
Pierwsze wejścia turystyczne:
- Janusz Chmielowski, Károly Jordán, Jan Nowicki, Klemens Bachleda, Paul Spitzkopf i Stanisław Stopka, 14 sierpnia 1903 r. – letnie,
- Valéria Kovárová, Edita Krenová, Manicová, Maňa Mičiková, Bárdoš i Alexander Huba, 19 kwietnia 1946 r. – zimowe.